# Bijaya Kumar Gachchedar
Bijaya Kumar Gachchedar ou Bijaya Kumar Gachchhadar, né le 1er février 1954 dans le district de Sunsari, âgé de 53 ans, est un homme politique népalais, membre du congrès népalais (ou NC : « Nepali Congress »).
Le 10 avril 2008, lors de l'élection de l'Assemblée constituante, il est élu député dans la 7e circonscription du district de Morang.
Le 22 août 2008, dans le cadre du programme minimal commun (en anglais : Common Minimum Programme ou CMP) de gouvernement entre les maoïstes, les marxistes-léninistes et le Forum, il est nommé ministre de l'Aménagement du territoire et des Travaux publics (Minister for Physical Planning and Works) dans le gouvernement dirigé par Pushpa Kamal Dahal (alias « Prachanda »), lors de la première série de nominations et reçoit ses pouvoirs du Premier ministre, en présence du président de la République, Ram Baran Yadav.